# ANZAC Parade
ANZAC Parade est un des grands axes publics de Canberra, la capitale de l"Australie. Long de 1,2 kilomètre et large de 55 mètres, il est utilisé pour la commémoration des grands évènements militaires australiens et est bordé de nombreux monuments mémoriaux militaires.
Baptisé en l'honneur de l'Australian and New Zealand Army Corps de la Première Guerre mondiale, ANZAC Parade rejoint Gallipoli Reach en bordure du lac Burley Griffin au sud au mémorial australien de la guerre au nord, sur l'axe principal reliant le Parlement au Mont Ainslie et est la médiatrice de Constitution Avenue l'avenue qui forme le côté du Triangle parlementaire reliant City Centre à Russell Hill.

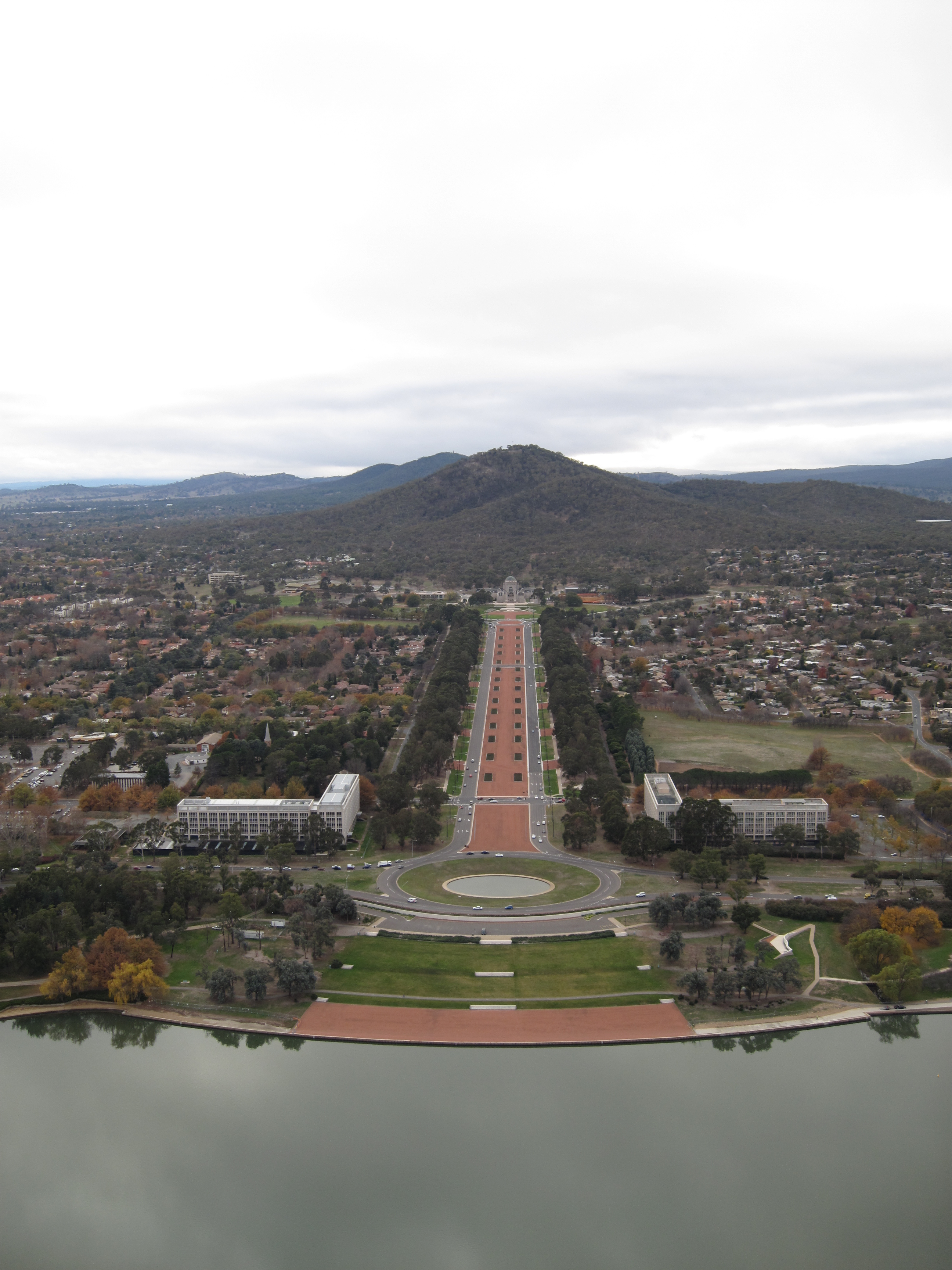
L'ANZAC Parade vue du ciel.

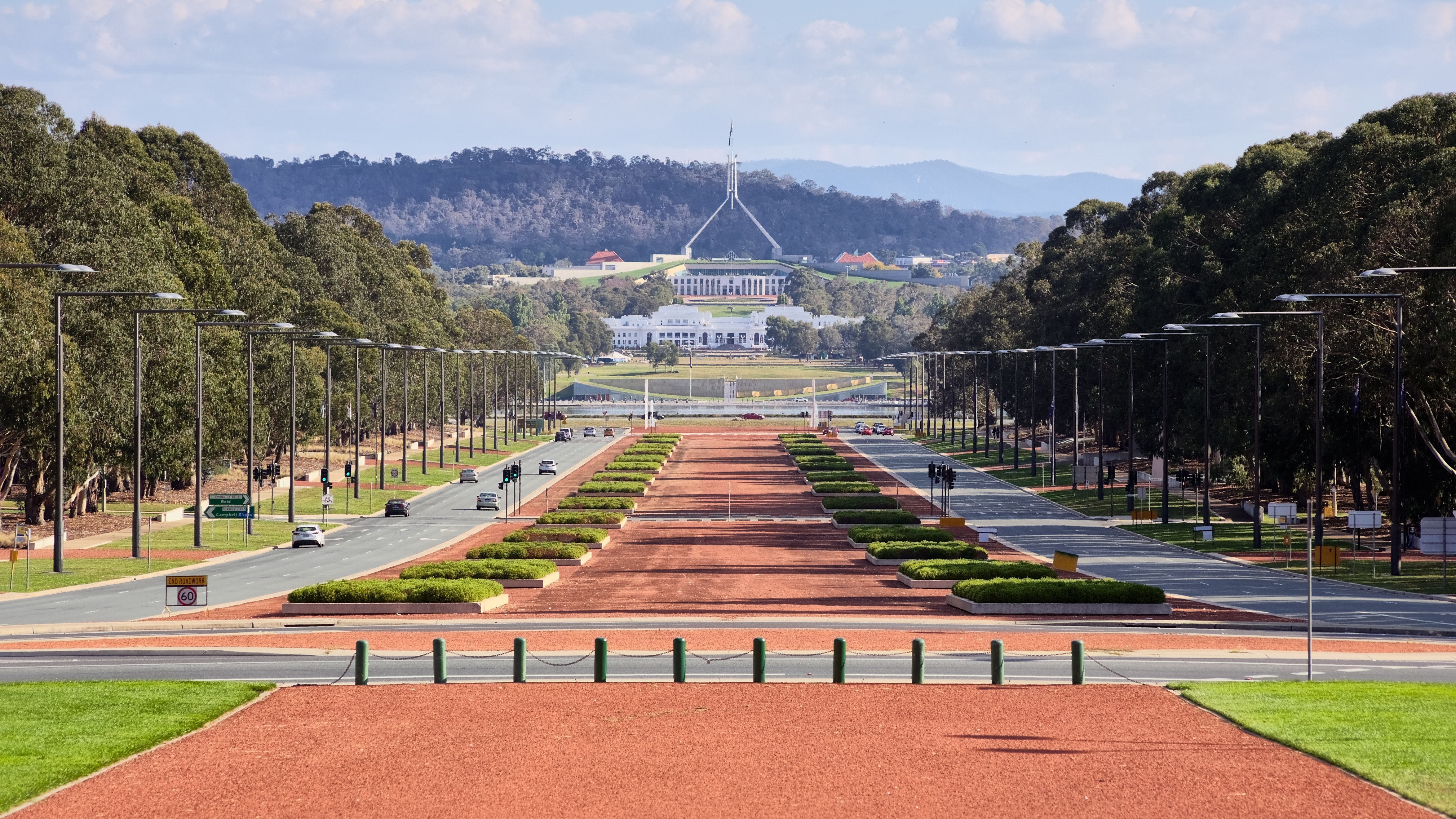
L'ANZAC Parade, vue du mémorial australien de la guerre, avec l'ancien et le nouveau parlement en arrière-plan, à Canberra.

L'avenue à trois voies, avec deux voies latérales goudronnées et un terre plein central dont le sol est fait d'un granulat rouge, est bordée des deux côtés d'eucalyptus rappelant l'Australie tandis que les bacs bordant le terre plein central sont plantés d'hebe rappelant la Nouvelle-Zélande.
Le 25 avril pour la journée de l'ANZAC et dans d'autres grandes occasions, l'ANZAC Parade et les rues avoisinantes sont interdites à la circulation pour permettre aux militaires et aux vétérans de défiler le long de l'avenue. Les bordures longeant les voies transverses lors de leur passage devant la voie centrale de l'ANZAC Parade se démontent pour permettre les défilés.